# Ghost Rider 2099
Ghost Rider 2099, il cui vero nome è Kenshiro "Zero" Cochrane, è un personaggio immaginario dei fumetti creato da Len Kaminski con l'apporto dei disegnatori Chris Bachalo e Mark Buckingham nel 1994, e pubblicato negli Stati Uniti d'America dalla Marvel Comics.
Appartiene alla linea editoriale Marvel 2099, esordita a metà degli anni novanta, che comprende numerosi altri personaggi rivisitazioni futuristiche di personaggi classici della Marvel ambientate in un futuro distopico e iper-tecnologico dell'universo ufficiale. Il personaggio è ispirato a Ghost Rider.

## Storia editoriale
La serie a fumetti venne edita per dura 25 numeri terminando nel 1996; il personaggio riappare nella saga finale pubblicata sulla testata 2099: Manifest Destiny.

## Biografia del personaggio
Kenshiro "Zero" Cochrane è un abile hacker. Durante un furto di dati alla D/Monix corporation, viene ferito mortalmente da un mercenario. Poco prima di morire però lancia nel cyberspazio la sua mente, che viene archiviata digitalmente da oscure entità digitali e senzienti, operanti in un interstizio del cyberspazio, i Ghostworks (Fabbricafantasmi) i quali chiedono a Zero di divenire il loro avatar nel mondo reale, promettendogli in cambio di resuscitarlo immettendo la sua mente nell'androide Cybertek 101. Lui acconsente e, dato il carattere ribelle e le similarità estetiche col suo predecessore storico, assume il nome di Ghost Rider.